# Why Does Nobody Remember Me in This World?
Чому ніхто не пам’ятає мене в цьому світі? (яп. なぜ僕の世界を誰も覚えていないのか？, Why Does Nobody Remember Me in This World?) — серія ранобе, написана Кей Садзане з ілюстраціями Неко. Вона публікувалася під імпринтом MF Bunko J видавництва Media Factory з липня 2017 до серпня 2020 року. Манґа-адаптація, ілюстрована Аріканом, почала виходити в журналі Media Factory Monthly Comic Alive у лютому 2018 року. Аніме-адаптація від студії Project No.9 транслювалася з липня до вересня 2024 року.

## Сюжет
Війна між п'ятьма расами за панування на Землі завершується перемогою людства під проводом героя Сіда. Проте несподівано історія змінюється так, що Сід ніколи не існував, через що людство зазнає поразки і потрапляє в підпорядкування інших рас. Свідком усього цього стає хлопець на ім'я Кай який з якоїсь причини не зазнає впливу змін у реальності. У цьому новому світі Кай дізнаєтьс, що ніколи раніше не існував, тому ніхто його не знає. Зустрівши загадкову дівчину на ім'я Рінне, Кай знаходить натхнення стати героєм самотужки та звільнити людство.

## Персонажі
Кай Сакура-Венто (яп. カイ・サクラ＝ヴェント, Kai Sakura Vento)
Солдат Федерації Урза, який з невідомих причин пам'ятає оригінальний світ.
Рінне (яп. リンネ, Rin'ne)
Дівчина невідомої нелюдської раси, яку рятує Кай. Вона потрапляє до табору людського опору, де допомагає їм у боротьбі проти демонів..
Жанна Е. Аніс (яп. ジャンヌ・E・アニス, Jannu E. Anisu)
Високопоставлена солдатка Армії Федерації Урза та близька подруга Кая з його світу. У альтернативному світі вона очолює людський опір, маскуючись під чоловіка. Її справжня особистість як жінки відома лише кільком наближеним.
Ашран Хайролл (яп. アシュラン・ハイロール, Ashuran Hairōru)
Солдат і колега Кая в Армії Федерації Урза. У альтернативному світі він є членом сил людського опору.
Сакі Міскотті (яп. サキ・ミスコッティ, Saki Misukotti)
Солдатка та колега Кая в Армії Федерації Урза. У альтернативному світі вона є членом сил людського опору.
Фалін Ріна Юбікітасу (яп. 花琳・リナ・ユビキタス, Farin Rina Yubikitasu)
Близька помічниця та охоронниця Жанни.
Рейрен Рейру Рейчерієру (яп. レーレーン・レイル・レーチェリエル, Rērēn Reiru Rēcherieru)
Ельфійська священна дівчина, яка приєднується до команди Кая після того, як закохується в нього.

## Медіа

### Ранобе
| № | Дата виходу    | ISBN                   |
| - | -------------- | ---------------------- |
| 1 | 25 липня 2017  | ISBN 978-4-04-069351-4 |
| 2 | 25 жовтня 2017 | ISBN 978-4-04-069509-9 |
| 3 | 24 лютого 2018 | ISBN 978-4-04-069739-0 |
| 4 | 25 червня 2018 | ISBN 978-4-04-069955-4 |
| 5 | 25 жовтня 2018 | ISBN 978-4-04-065239-9 |
| 6 | 25 лютого 2019 | ISBN 978-4-04-065530-7 |
| 7 | 25 серпня 2019 | ISBN 978-4-04-065799-8 |
| 8 | 25 лютого 2020 | ISBN 978-4-04-064446-2 |
| 9 | 25 серпня 2020 | ISBN 978-4-04-064876-7 |

### Манґа
Манґа проілюстрована Аріканом почала публікуватись в журналі Monthly Comic Alive видавництва Media Factory 27 лютого 2018 року. На вересень 2024 року вийшло дванадцять томів. Манґа також публікується цифрово англійською на вебсайті BookWalker компанії Kadokawa Corporation.

### Аніме
У липні 2023 року під час заходу MF Bunko J Summer School Festival 2023 було оголошено про адаптацію аніме-серіалу. Виробництвом займалась студія Project No.9, режисер — Тацума Мінамікава, сценарист — Сатору Сугідзава, а дизайн персонажів створив Хіромі Катō. Прем'єрний показ серії відбувся 16 червня 2024 року в Grand Cinema Sunshine в Ікебукуро, Токіо, а сам серіал транслювався з 13 липня по 28 вересня 2024 року на Tokyo MX та інших мережах. Опеніґ серіалу — «Sekai Rinne» (世界輪廻, Світове перевтілення) у виконанні Unlucky Morpheus, а ендінґ виконані наступними виконавцями: перша — «Togirenaide» (途切れないで, Не зупиняйся) у виконанні Susu, друга — «Ai, Amnesia» (愛、アムネジア, Любов, Амнезія) у виконанні Urbangarde, а третя — «Umbra» у виконанні Elfensjón.

## Сприйняття
До липня 2023 року серія налічувала понад 700 000 копій у обігу.